# Edsa Ramírez
Edsa Ramírez (Guadalajara, Jalisco; 16 de octubre de 1989) es una actriz y modelo mexicana. Toda su trayectoria artística ha trabajado para Televisa y se dio a conocer en el cortometraje de Estrellas del Bicentenario donde debutó como modelo. Su infancia y adolescencia la vivió en Jalostotitlan Jalisco.

## Biografía
Nació en Jalisco en 1989, sus padres se llaman Eduardo Ramírez y Sara Reynoso, originarios de Jalostotitlán, además tiene otras tres hermanas.

## Carrera
En 2007 participó y ganó en un concurso de modelaje que mismo tuvo la oportunidad para viajar fuera al extranjero. De ahí inicia su carrera artística dentro del CEA de Televisa en 2012.
En 2014 obtiene su primer papel debut en la telenovela El color de la pasión interpretando a Gloria, al lado de los actores Esmeralda Pimentel y Erick Elías.
En 2015 participa en La vecina producción de Lucero Suárez, interpretando a Natalia el cual le valió una nominación a los premios TVyNovelas por mejor actuación de reparto al año siguiente, en esta novela compartió créditos con Esmeralda Pimentel por segunda ocasión y Juan Diego Covarrubias.
En 2016 obtiene otra participación en El hotel de los secretos en el papel de Clara, al lado de los actores Irene Azuela y Erick Elías.
Su última y más reciente participación fue en Ringo en 2019, interpretando a Eva, al lado de Mariana Torres y José Ron.

## Filmografía

### Televisión
- Regalo de amor (2025) - Sandra[8]
- Fugitivas, en busca de la libertad (2024) - Amanda Rojas
- Ringo (2019) - Eva Ochoa Garay
- El hotel de los secretos (2016) - Clara Canabal de Angarita
- La vecina (2015-2016) - Natalia Guajardo[9]
- El color de la pasión (2014) - Gloria Parra
- Campus de sombras (2013) -

## Premios y nominaciones
| Año  | Categoría                 | Telenovela | Resultado |
| ---- | ------------------------- | ---------- | --------- |
| 2016 | Mejor revelación femenina | La vecina  | Nominada  |